# ストリーム・オブ・パッション
ストリーム・オブ・パッション（Stream of Passion）は、オランダ出身のシンフォニックメタル・バンド。

## 概要・略歴

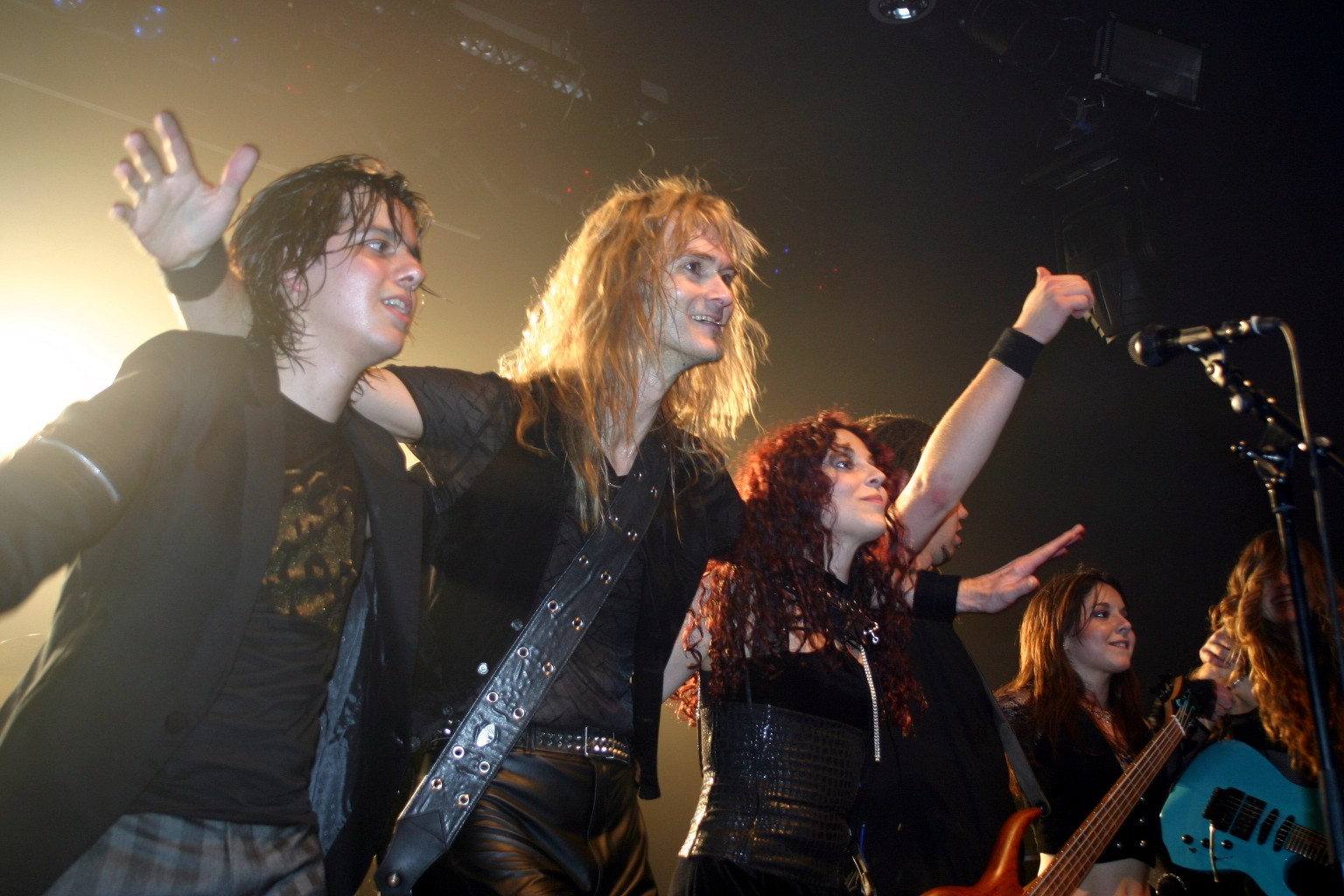
オリジナル・ラインナップ（左からミラン、ルカッセン、M.ボビオ、ファン・ストラタム、D.ボビオ、リンストルト）

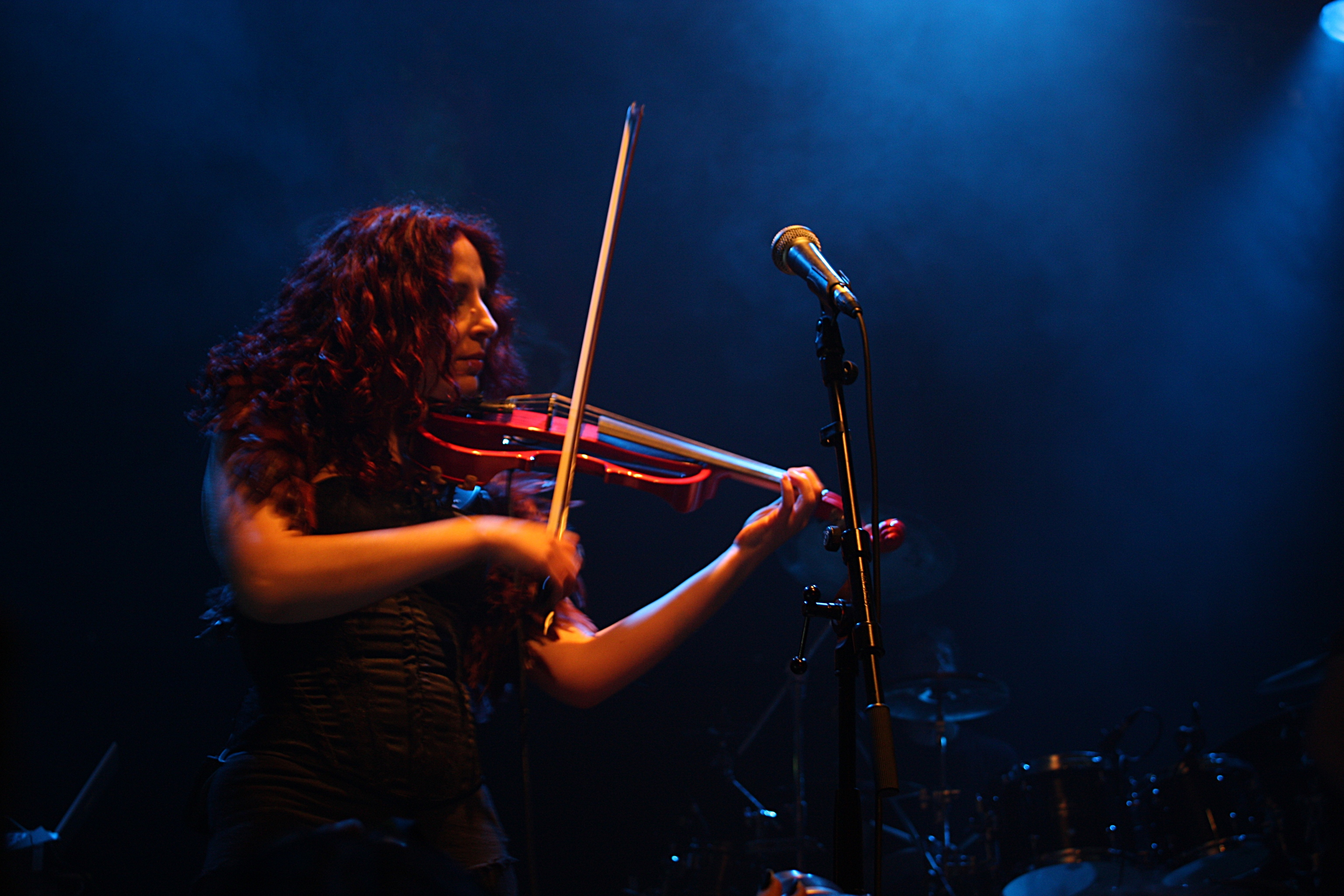
マルセラ・ボビオ(Vio) 2009年

2005年、ロックオペラ・プロジェクト「エイリオン」を主宰する、アルイエン・ルカッセン（ギター）を中心に結成。同年、デビュー・アルバム『Embrace the Storm』をリリース。これはWEBサイト販売のみという、異例の方式であった。
2007年、創始者のルカッセンが「エイリオン」に専念するため脱退し、バンド活動が停止。アレハンドロ・ミラン (ピアノ)、ロリ・リンストルト (ギター)も脱退したため、マルセラ・ボビオ（ボーカル、ヴァイオリン）、ヨハン・ファン・ストラタム（ベース）、ダヴィ・ミッケルス（ドラム）に、ジェフリー・レヴェット（キーボード）、エリク・ハゼブルック（ギター）、ステファン・シュルツ（ギター）を加えた新体制で活動を継続。
2009年、2ndアルバム『ザ・フレイム・ウィズイン』をリリース。ダヴィ・ミッケルスが脱退し、マルタイン・ペーテルス（ドラム）が加入。
2011年、3rdアルバム『ダーカー・デイズ』をリリース。
2014年、資金難に苦しみ、紆余曲折を経て支援を得た4thアルバム『ア・ウォー・オブ・アワ・オウン』をリリース。
2016年4月、年内一杯での活動終了を公表。

## 補足
- 楽曲の大半がプログレッシブ・メタルやシンフォニックメタルといったジャンルが占めている。
- 2007年、イギリスで開催予定のライブを急遽当日キャンセルしたため、ライブ会場は騒然となった。キャンセル理由は、彼らがイギリスに入国した際に、不法入国の常習犯と間違えられて税関で足止めをくらってしまったためである。

## メンバー

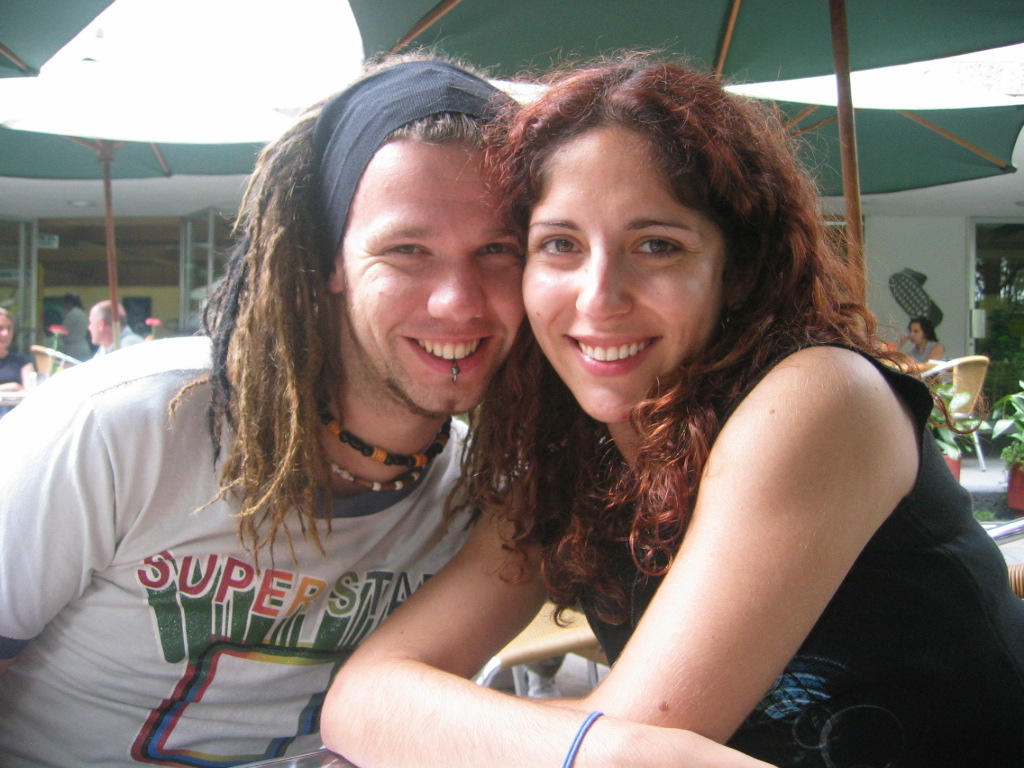
左ファン・ストラタム(B) 右マルセラ・ボヴィオ(Vo) 2006年

### 最終ラインナップ
- マルセラ・ボビオ (Marcela Bovio) - ボーカル、ヴァイオリン (2005年-2016年)
メキシコ出身。
- ヨハン・ファン・ストラタム (Johan van Stratum) - ベース (2005年-2016年)
- ジェフリー・レヴェット (Jeffrey Revet) - キーボード (2007年-2016年)
- エリク・ハゼブルック (Eric Hazebroek) - ギター (2007年-2016年)
- ステファン・シュルツ (Stephan Schultz) - ギター (2007年-2016年)
- マルタイン・ペーテルス (Martijn Peters) - ドラム (2009年-2016年)

### 旧メンバー
- アルイエン・アントニー・ルカッセン (Arjen Anthony Lucassen) - ギター (2005年-2007年)
- アレハンドロ・ミラン (Alejandro Millán) - ピアノ (2005年-2007年)
- ロリ・リンストルト (Lori Linstruth) - リードギター (2005年-2007年)
- ダヴィ・ミッケルス (Davy Mickers) - ドラム (2005年-2009年)

## ディスコグラフィ

### アルバム
- Embrace the Storm (2005年)
- Live In The Real World (2006年) ※ライブ
- 『ザ・フレイム・ウィズイン』 - The Flame Within (2009年)
- 『ダーカー・デイズ』 - Darker Days (2011年)
- 『ア・ウォー・オブ・アワ・オウン』 - A War of Our Own (2014年)

### シングル
- "Wherever You Are" (2005年)
- "Out in the Real World"（2006年）
- "Spark" (2010年)